# The Square (film, 2013)
Pour les articles homonymes, voir The Square.
Pour plus de détails, voir Fiche technique et Distribution.
The Square (الميدان, Al midan) est un film documentaire américano-égyptien réalisé par Jehane Noujaim, tourné en 2012 et sorti en 2013.
Il a été présenté au Festival du film de Sundance 2013, où il a remporté le Prix du public international pour un documentaire.

## Synopsis
Le film traite de la Révolution égyptienne de 2011 jusqu'à la revolution du 30 juin 2013 contre Mohamed Morsi, et notamment des manifestations s’étant déroulées Place Tahrir.

## Fiche technique
- Titre : The Square
- Titre original : الميدان (Al midan)
- Réalisation : Jehane Noujaim
- Pays de production :  Royaume-Uni,  Égypte et  États-Unis
- Langue : arabe
- Genre : Film documentaire
- Date de sortie :
  - États-Unis : janvier 2013 (Festival de Sundance 2013)

## Distinctions

### Récompenses
- Festival du film de Sundance 2013 : Prix du public (documentaire international)
- Festival international du film de Toronto 2013 : People's Choice Award (sélection « Documentaries »)
- Festival international du film des Hamptons 2013 :
  - Victor Rabinowitz & Joanne Grant Award for Social Justice
  - Conflict and Resolution Award - mention spéciale
- IDA Awards 2013 : meilleur film documentaire
- Directors Guild of America Awards 2014 : meilleur réalisateur de film documentaire pour Jehane Noujaim
- Festival international War on Screen 2014 : Mention spéciale du Jury

### Nominations
- Festival du film de New York 2013
- IDA Awards 2013 : Humanitas Documentary Award

- Festival international du film de Palm Springs 2014 : sélection « True Stories »
- Independent Spirit Awards 2014 : meilleur film documentaire
- Oscars du cinéma 2014 : meilleur film documentaire
- Satellite Awards 2014 : meilleur film documentaire